# 國際政治科學評論
《國際政治科學評論》（International Political Science Review）是一份1980年起出版的學術期刊。該期刊每月發行5次，內容函蓋各方面的政治科學研究。現時，期刊的主編是哥倫比亞大學的Mark Kesselman和澳洲國立大學的Marian Sawer。據2012年發佈的期刊引證報告指，《國際政治科學評論》的影響因子是0.474，在157份「政治科學」期刊中排名第96名。

## 資料來源
1. ↑  . . Web of Science Social Sciences. Thomson Reuters. 2013.

## 外部連結
- 官方网站